# Klovska (metrostation)
Klovska (Oekraïens: Кловська, ⓘ) is een station van de metro van Kiev. Het station werd geopend op 31 december 1989 als zuidelijk eindpunt van het eerste deel van de Syretsko-Petsjerska-lijn. Twee jaar later werd deze lijn verlengd naar Vydoebytsji. Het metrostation bevindt zich ten zuidoosten van het stadscentrum in de wijk Klov, waaraan het zijn naam dankt. Tot 1991 werd het station Metsjnikova genoemd, naar de nabijgelegen Voelytsja Metsjnikova (Metsjnikovstraat).
Het station is zeer diep gelegen en beschikt over een perronhal die door arcades van de sporen wordt gescheiden. De wanden zijn bekleed met wit marmer, aan het plafond zijn groene metalen panelen bevestigd. De vloer is geplaveid met gepolijst grijs graniet, waarin rood-zwart geblokte stroken van hetzelfde materiaal zijn aangebracht. De stationshal bevindt zich onder het pleintje waar de Voelytsja Klovska en de Voelytsja Leonida Pervomajskoho (Leonid Pervomajskystraat) samenkomen.